# 104e régiment d'infanterie territoriale
Le 104e régiment d'infanterie territorial (ou 104e RIT) est un régiment constitué à la mobilisation de 1914 en application du Plan XVII, en  13e Région Militaire

## Création et différentes dénominations
- 19 mars 1875 : le régiment reçoit son numéro en prévision de la mobilisation[1]
- 2 août 1914: constitution du 104e régiment d'infanterie territorial à Roanne
- 5 août 1918: dislocation du régiment dans la région de Mourmelon

## Chefs de corps
- 2 août 1914 – 19 décembre 1914 : lieutenant-colonel Richard d’Abnour
- 19 décembre 1914 – 5 août 1918 : lieutenant-colonel Tallon

## Historique des garnisons, combats et batailles du104eRIT

### Première Guerre mondiale

#### Affectations
- 124e Division d'Infanterie d'août à novembre 1918

#### 1919
Le jour de gloire est arrivé! Le 14 juillet 1919, le drapeau du Régiment venu de Roanne avec sa garde, va prendre part aux fêtes de la Victoire !
Le Lieutenant-colonel TALLON, qui a commandé le Régiment pendant toute la campagne, n’a voulu laisser à personne l’incomparable honneur d’accompagner l’emblème sacré.
M. DECHAVANNE, ancien Porte drapeau du Régiment, empêché à regret de venir à Paris, a été remplacé par M. le Lieutenant ROFFET, ancien Sergent major, au 104e T. Un sergent, un caporal et trois soldats complétaient la délégation.
Les délégations du  13e Corps d’Armée, dont le 104e T. fait partie organiquement, logèrent toutes dans le 13e arrondissement. Officiers et soldats furent reçus à bras ouverts.
Le 14 juillet, à 1 heure du matin, la concentration des députations commença et c’est seulement vers 7 heures que chacune d’elles se trouva en place dans le bois de Boulogne. À 9 heures, le cortège s’ébranla au bruit assourdissant des salves d’artillerie et des acclamations enthousiastes de centaines de milliers de spectateurs dont la plupart avaient passé la nuit à la belle étoile.
Ce fut l’âme secouée d’un indéfinissable frisson patriotique, que la délégation du 104e T. passa ensuite sous la voûte immense de l’Arc de Triomphe.

## Drapeau
Il porte, cousues en lettres d'or dans ses plis, les inscriptions suivantes :
- Prosnes 1918